# Roca Mac Dugall
Roca Mac Dugall ist ein Klippenfelsen in der Trepassey Bay auf der Nordostseite der Tabarin-Halbinsel südöstlich der Hope Bay im Norden des Grahamlands auf der Antarktischen Halbinsel.
Argentinische Wissenschaftler benannten ihn. Wahrscheinlicher Namensgeber ist Eduardo MacDougall, der zur Besatzung der argentinischen Korvette Uruguay bei der Rettungsfahrt für die in Not geratene Schwedischen Antarktisexpedition (1901–1903) unter Otto Nordenskjöld gehörte.